# Johan Edman
Johan Viktor Edman (ur. 29 marca 1875 w Långserud w gminie Säffle, zm. 19 sierpnia 1927 w Norra Ny gminie Torsby) – szwedzki przeciągacz liny, złoty medalista igrzysk olimpijskich.
Edman reprezentował Szwecję na Letnich Igrzyskach Olimpijskich 1912 w Sztokholmie. Był najstarszym członkiem drużyny rywalizującej w przeciąganiu liny, która składała się z siedmiu policjantów i rybaka. W jedynym pojedynku rozgrywanym w ramach tej dyscypliny Szwedzi pokonali reprezentantów Wielkiej Brytanii. W 1913 wraz z reprezentacją zdobył tytuł mistrza świata.
Był oficerem sztokholmskiej policji i członkiem policyjnego klubu sportowego Stockholmspolisens IF.